# Hamburger Küche

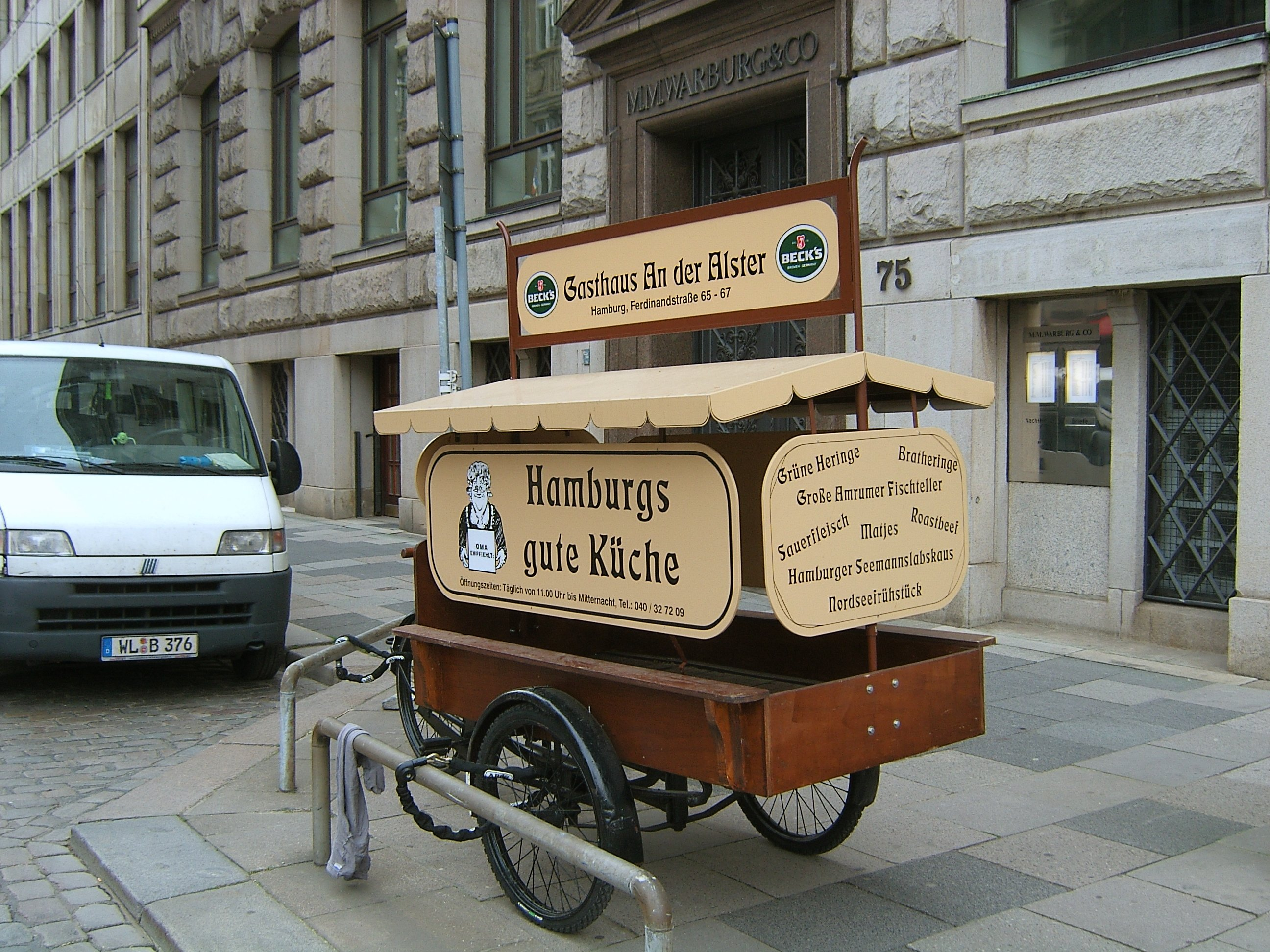
Werbung in der Ferdinandstraße

Die Hamburger Küche wurde bis weit in das 20. Jahrhundert besonders geprägt durch ein umfangreiches Fisch-Angebot aus der Elbe und der nahen Nordsee. Aus den Vierlanden kamen täglich frische Gemüselieferungen; das Obst wurde aus dem Alten Land bezogen, bis zu ihrer Industrialisierung galt Wilhelmsburg als „Milchinsel“ für Hamburg. Der weltweite Handel über den Hafen brachte bereits ab dem 16. Jahrhundert einen direkten Zugang zu Gewürzen und exotischen Genussmitteln aus Indien und Südamerika mit sich, die in der bürgerlichen Küche Einzug hielten. Auf diesen Grundlagen entwickelte sich die Hamburger Küche, die durch die überregionale Angleichung an die Norddeutsche Küche teilweise ihren eigenen Charakter verloren hat.
Gastronomisch zeigt Hamburg mit 13 Restaurants, die 2019 mit einem oder mehreren Michelin-Sternen ausgezeichnet wurden, ein hohes Niveau. Darunter ist mit dem Restaurant „The Table“ von Kevin Fehling in der Hafencity auch ein Betrieb mit drei Michelin-Sternen.

## Historisches
Seit der Hansezeit gilt Hamburg als reiche Kaufmannsstadt mit dem entsprechenden Bürgertum. In den groß- und gutbürgerlichen Häusern waren die Küchen im hinteren Teil der Kaufmannsdielen in zwei verschiedene Bereiche abgetrennt: es gab eine „Prunkküche“, in der das Zinn- und Kupfergeschirr präsentiert wurde, und eine tatsächliche „Arbeitsküche“ mit gemauertem Herd aus Ziegel und Lehm. Das Essgeschirr und -geräte wurde in einem Schapp genannten Schrank in der Diele aufbewahrt, Krüge und Schüsseln in der Richtbank, einem Tisch zum Anrichten der Speisen. Ab dem 18. Jahrhundert sind in Hamburger Kaufmannshäusern auch in den Kellern gelegene Küchen bekannt.
Viele der heute als traditionell überlieferten Gerichte stammen aus den ärmeren Haushalten. In den Wohnungen und Buden der unteren Schichten gab es keine abgetrennten Küchen, sondern lediglich einen Feuerherd auf der Diele, und da das Feuerholz teuer war, wurde dieser nicht für das Kochen angeheizt. Warme Speisen waren entsprechend selten und wenn, dann wurden sie als Eintopf zubereitet.
Die überlieferte Sage vom Lachsessen spielt auf die Klassenunterschiede bei der Ernährung an. Danach habe es früher in Hamburg einen solchen Überfluss an Lachsen gegeben, dass dieser als Armeleutespeise von den Hamburger Dienstboten schließlich per Klage abgelehnt wurde. Der Hamburger Rat soll dann eine Verordnung erlassen haben, dass die Herrschaften ihren Mägden und Knechten nicht häufiger als zweimal wöchentlich Lachs zu essen geben dürfen. Tatsächlich standen Lachse bis in das 19. Jahrhundert hinein reichlich und preiswert zur Verfügung.

## Regionale Küche

### Fischgerichte

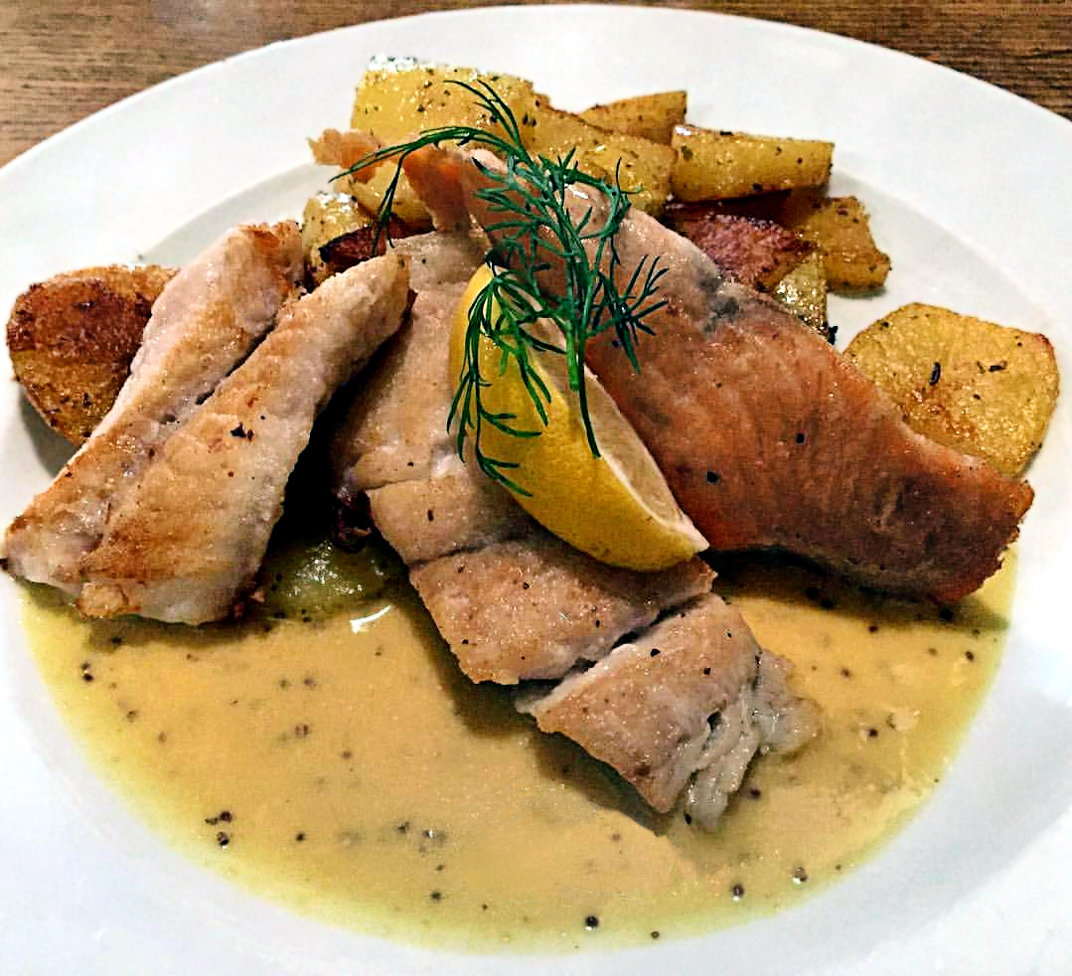
Pannfisch

Die regionale Küche ist gekennzeichnet durch vielfältige Fischgerichte, begründet in dem ehemaligen Fischreichtum der Elbe. Neben verschiedenen Heringsgerichten wie Matjes oder Bismarckhering werden Grüne Heringe, also frische Fische im Gegensatz zu gepökelten oder marinierten, in der Pfanne gebraten. Durch anschließendes Einlegen in Essigmarinade wird aus einem gebratenen Hering ein Brathering. Räucheraal wurde bereits am Anfang des 19. Jahrhunderts von Straßenverkäufern abends in Gastwirtschaften angeboten. Die Finkenwerder Scholle gilt ebenfalls als typisch für die Hamburger Küche. Fischreste ohne Köpfe werden als Pannfisch zusammen mit Bratkartoffeln zubereitet, dazu gibt es eine Senfsoße. Karpfen ist ein traditionelles Weihnachts- oder Silvestergericht.

### Eintöpfe

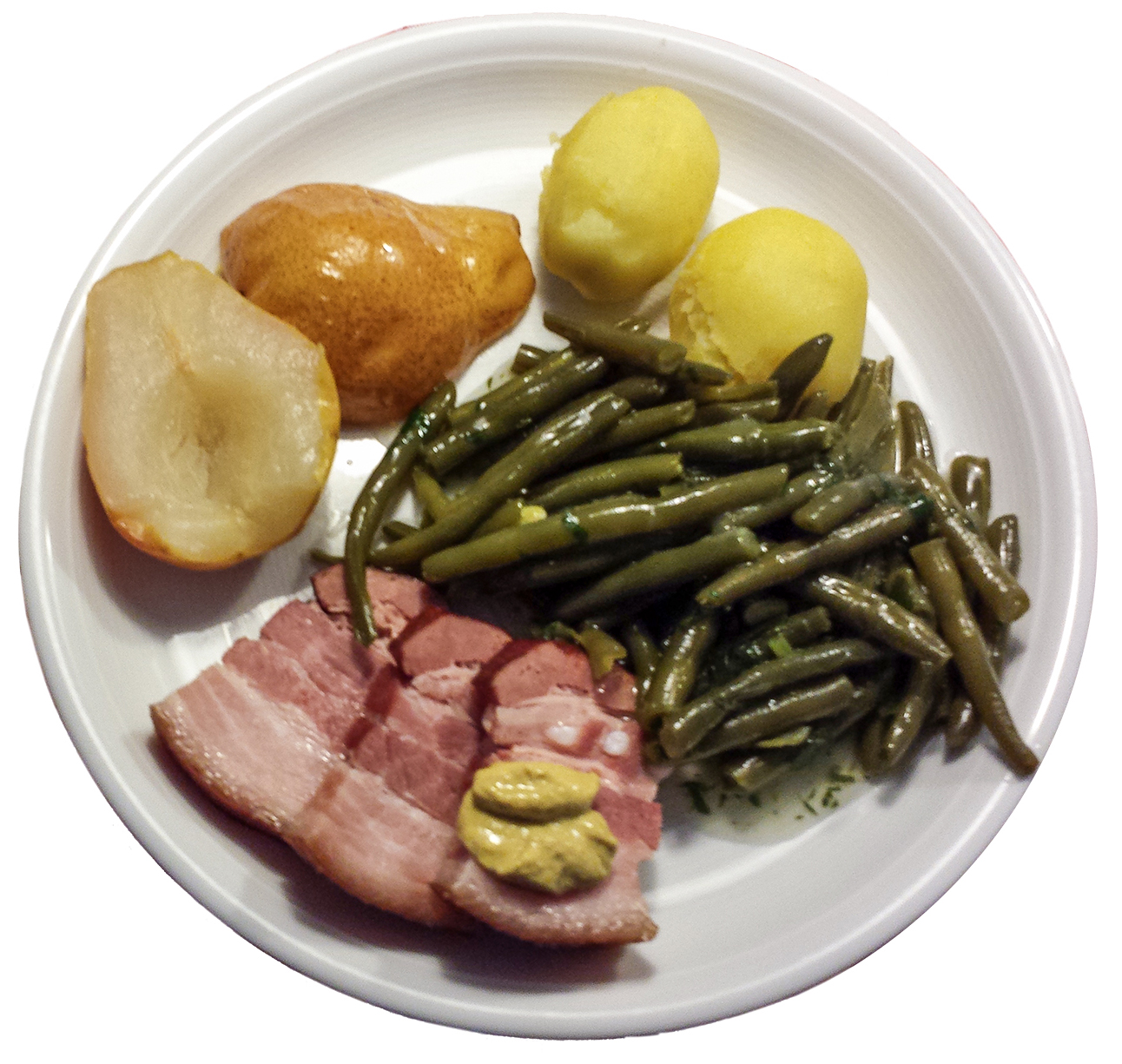
Birnen, Bohnen und Speck

Ein Eintopf aus Steckrüben, Schweinebauch und Kartoffeln ist unter der Bezeichnung Hamburger National die Variante des in ganz Norddeutschland verbreiteten Rübenmalheurs beziehungsweise Steckrübeneintopfs. Birnen, Bohnen und Speck und Labskaus sind weitere Beispiele für die Hamburger Eintopfküche. Überregional bekannt ist die Hamburger Aalsuppe, ein Gemüseeintopf mit Suppengrün und Backobst, um den der Streit geht, ob er traditionell mit oder ohne Aal gereicht werden müsste, wobei die Zubereitung ohne Aal nur als volksetymologisch eingeschätzt wird (aal rin volkssprachlich für alles rein).

### Hauptgerichte
In Madeira eingelegter Ochsensteert oder Ochsenschwanz ist ein Gericht der bürgerlichen Küche, das auf Hamburger Handel mit Portugal zurückzuführen ist und heute als Vorsuppe noch sehr beliebt ist. Andere wichtige Gerichte sind Schwarzsauer, Himmel, Erde und Hölle und Geflügelgerichte von Huhn, Ente und Gans. Insbesondere die Stubenküken sind eine vergangene Spezialität, es handelte sich um früh im Jahr gebrütete und tatsächlich in der Stube der Elbmarschbauern aufgezogene Küken, die jung geschlachtet wurden. Wie im benachbarten Norddeutschen Raum sind in der Hamburger Küche Kohlgerichte typische Speisen. Neben Grünkohl sind dies zum Beispiel Kohlrouladen mit Wirsing. Unter dem Namen Hamburger Zwiebelfleisch sind zweierlei Speisen bekannt – einerseits „gebratenes Rindfleisch mit Schmorzwiebeln und Kartoffeln“ als regionale Variante des Zwiebelfleisches als warm zubereitetes Gericht, andererseits eine ebenfalls regionale Variante des vor allem in Norddeutschland verbreiteten Zwiebelfleisch-Kaltgerichts, einem Aufschnitt mit dünnen Zwiebelringen und Marinade.

### Dessert

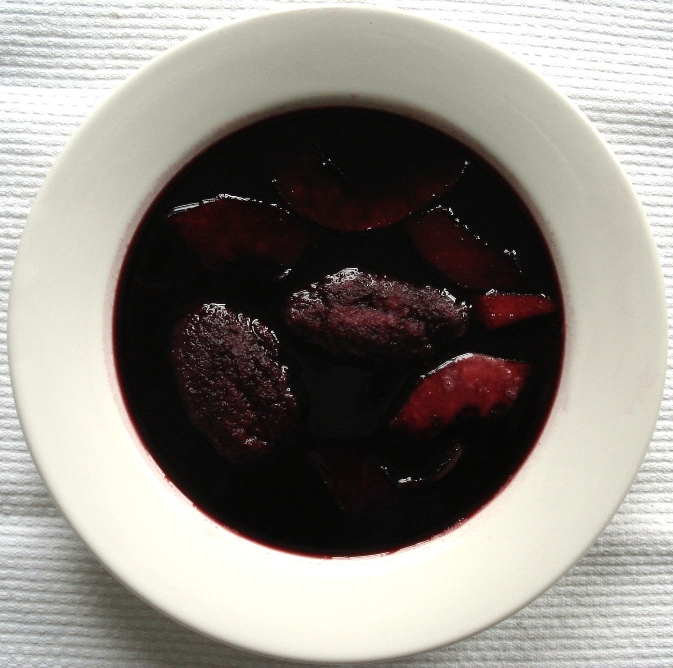
Ein Teller Fliederbeersuppe (mit Grießklößen und Apfelstücken)

Typische Süßspeisen der Hamburger Küche sind Rode Grütt (Rote Grütze) mit Milch oder flüssiger Sahne gegessen, Fliederbeersuppe, der Große Hans, ein in einer geschlossenen Form im Wasserbad gekochter Teig aus Mehl, Butter, Eiern und Rosinen, der mit Kirschenkompott gegessen wird, und Brodt-Pudding mit Zitronensoße.

### Gebackenes

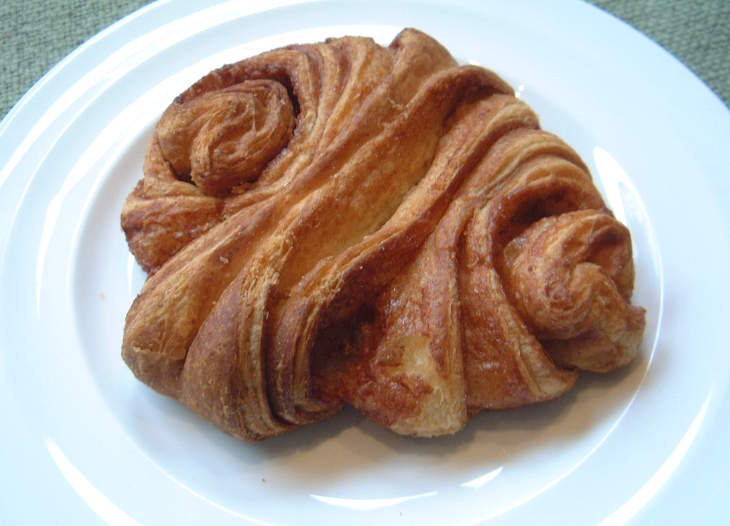
Franzbrötchen

Das ursprüngliche Brötchen in Hamburg ist ein Rundstück, zum Frühstück nicht aufgebrauchte Brötchen werden als kleiner Imbiss mit Schweinebraten belegt und mit Sauce übergossen zum Rundstück warm. Das Schwarzbrot ist ein dunkles lockeres Vollkornbrot.
Außerdem werden gerne Franzbrötchen gegessen, eine Überlieferung aus der Franzosenzeit, ein Plundergebäck mit reichlich Butter, Zimt und Zucker. Franzbrötchen sollen der Versuch der Hamburger gewesen sein, Croissants zu backen.
Nachmittags zu Tee oder Kaffee werden Kopenhagener serviert, ein Plundergebäck mit roter Marmelade oder Marzipan gefüllt, das in Dänemark Wienerbrød heißt. Für eine echte Hamburger Apfeltorte werden die Äpfel zuvor in einer Pfanne angebraten und mit Weißwein abgelöscht, bevor man sie weiterverarbeitet.
In der Weihnachtszeit gibt es Klöben, ein Hefegebäck mit Rosinen und Sukkade, das in Brotform gebacken wird. Braune Kuchen gehen auf ein 1782 entwickeltes Rezept der Altonaer Bäckerei und Konditorei Kemm zurück, bis 1889 in Familienbesitz. Sie werden mit Rübensirup und Lebkuchengewürz als dünne, rechteckige Kekse kross gebacken. Weiße Kuchen hingegen sind ein Zucker-Schmalzgebäck.
Heißwecken wurden hauptsächlich in der Fastenzeit gegessen, es ist ein Hefegebäck mit Korinthen, mit Puderzucker überstäubt, das aufgeschnitten und mit Schlagsahne gefüllt werden kann.

## Getränke

### Bier
Seit dem frühen 14. Jahrhundert ist das Bierbrauen in Hamburg belegt, im Jahr 1375 gab es in Hamburg 457 Brauhäuser, von denen 270 für den Export produzierten. Die Jahresproduktion betrug etwa 170.000 Hektoliter. In den folgenden Jahrhunderten konnte der Export mit der qualitativen Verbesserung bei der Umstellung von Rot- und Dunkelbier auf Weißbier noch gesteigert werden. Das Rezept mit der Zugabe von Hopfen beim Bierbrauen wurde als Geheimnis streng gehütet und deren Weitergabe unter Strafe gestellt. Der Bierexport bildete zusammen mit der Öffnung der Handelswege durch die Hanse die Grundlage des Reichtums von Hamburg, das als „Brauhaus der Hanse“ galt.
Im 16. Jahrhundert waren etwa 600 Häuser mit Brauberechtigung in Hamburg vorhanden, das dort hergestellte Bier wurde mit Lastenseglern bis nach Schweden und Russland exportiert. Ab dem 17. Jahrhundert wurde auch das Bockbier über Hamburg exportiert. Die Einbecker unterhielten im Eimbeck’schen Haus ein eigenes Lager mit Umschlagmöglichkeiten. Im 18. Jahrhundert gingen sowohl die Produktion wie der Export stark zurück, erst mit dem starken Bevölkerungswachstum im späten 19. Jahrhundert entstanden in Hamburg und seinen Nachbarorten neue Brauereien. 1890 waren es 32 Betriebe.
Am Ende des 20. Jahrhunderts wurden nach etlichen Eigentümer- und Unternehmenswechseln die letzten größeren Brauereien aufgelöst, so die 1881 in Nienstedten gegründete Elbschloss-Brauerei, deren Braubetrieb 1997 endgültig eingestellt und die Bavaria-St. Pauli-Brauerei, deren Werk 2003 geschlossen wurde. Bestand hatte die 1879 in Altona gegründete Holsten-Brauerei, die 2004 jedoch durch die Carlsberg-Brauerei übernommen wurde. In den 1980er Jahren entstanden die Privatbrauereien Gröningers Braukeller (1982) im alten Gröninger Brauhaus der Neustadt und Johann Albrecht Brauerei (1989) an der Adolphsbrücke. Nach der Jahrtausendwende kam es zu weiteren Gründungen, so dass dem Bierbrauen in Hamburg wieder einige Bedeutung zugesprochen wird.

### Spirituosen
Ein bis nach der Mitte des 20. Jahrhunderts vor allem in einfachen Gaststätten häufig getrunkener Schnaps ist der Kümmel oder Köm, ein dem Aquavit ähnlicher, farbloser Getreidebranntwein. Helbing Kümmel ist die vermutlich bekannteste Hamburger Marke. In der Kombination mit Bier wurde Kümmel oder Korn vor allem in Hafenkneipen unter dem Namen Lütt un Lütt eingenommen. Der Handel mit Südamerika brachte insbesondere den Rum in die Hafenstadt. Aus der Seemannskultur ist der Grog überliefert.

### Import von Wein
Der Schwerpunkt lag auf dem Import von Weinen aus der Region Médoc über Bordeaux, die hier in Fässern bei geringen Temperaturschwankungen und feucht-nebeligem Klima bis zur Flaschenreife lagerten und die Geschmacksnote von Rotspon annahmen.

### Import von Kaffee und Tee
Ein großer Teil des deutschen Kaffee- und Teeimports wird noch heute über Hamburg abgewickelt und hier aus den einzelnen Sorten gemischt und im Falle des Kaffees auch geröstet. Die verschiedenen Sorten wurden hier seit dem 17. Jahrhundert geschätzt und viel und gern getrunken. Das erste Kaffeehaus in Hamburg ist für das Jahr 1677 nachgewiesen.